# Francisco Rivera (atleta)
Francisco Rivera Paniagua, detto Frank (San Juan, 9 marzo 1928 – San Juan, 31 ottobre 2013), è stato un atleta portoricano.
Ha partecipato ai Giochi di Helsinki 1952 e di Melbourne 1956, gareggiando nei 400m e negli 800m.